# VOC-Kamer Enkhuizen

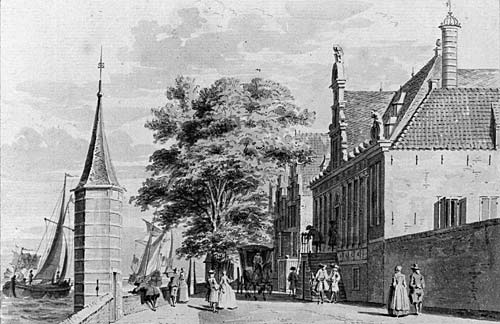
Het Oostindisch huis te Enkhuizen, omstreeks 1729, getekend door Cornelis Pronk (Rijksarchief te Noord-Holland)

De Kamer van de VOC in Enkhuizen was een van de zes kamers van de Vereenigde Oostindische Compagnie (VOC). De kamer van Enkhuizen leverde één bewindvoerder aan het bestuur van de VOC, de Heren XVII.
De andere kamers waren die van Amsterdam, Rotterdam, Hoorn, Delft en Middelburg.
Vanaf het oprichtingsjaar 1602 kreeg de VOC in Enkhuizen de beschikking over de Engelse Toren aan de Oosterhaven, vlak bij de Blauwpoortsbrug, waarin het Oostindisch huis werd onderbracht. In 1628 werd verhuisd naar een nieuw pand aan de Wierdijk, dat in 1816 door brand verloren ging.
Naast het Oostindisch huis bezat de compagnie een dubbelpand, het Peperhuis, dat in 1628 werd aangekocht; het Peperhuis is tegenwoordig onderdeel van het Zuiderzeemuseum.
Aan de Wierdijk was een scheepswerf met pakhuizen en een eigen lijnbaan. Na een brand in 1732 bouwde de compagnie een nieuwe lijnbaan aan de Boereboom. In de periode 1602-1794 werden voor de VOC in Enkhuizen 108 schepen gebouwd.
Ook de Admiraliteit van het Noorderkwartier had een vestiging in Enkhuizen, met scheepswerven en pakhuizen.